# Ильин, Адольф Алексеевич
Адо́льф Алексе́евич Ильи́н (9 апреля 1923, Бураково, Боровичский уезд, Петроградская губерния — 19 июля 1990, Москва) — советский актёр театра и кино; заслуженный артист РСФСР (1956). Участник Великой Отечественной войны.

## Биография
Родился 9 апреля 1923 года в деревне Бураково (ныне Новгородская область). Русский. В 1938—1941 годах Адольф Ильин был артистом СвАТОБ имени А. В. Луначарского.
Участвовал в Великой Отечественной войне (1941—1945), служил санитаром санитарной роты 46-го гвардейского стрелкового полка 16-й гвардейской ордена Ленина стрелковой дивизии 30-й армии Западного фронта РККА. Демобилизовался в октябре 1945 года в звании гвардии старшины в восточно-прусском городе Кёнигсберге (ныне — Калининград).
5 октября 1942 года был награждён медалью «За отвагу» (был представлен изначально к медали «За боевые заслуги»). В наградном листе гвардии красноармейца Адольфа Ильина кратко изложен его личный боевой подвиг:
За время своей службы санитаром т. Ильин вынес с поля боя следующее количество бойцов и командиров: под д. Новые Нивы 14 человек, под д. Верхние Секачи 24 человека, под д. Очистка 12 человек, под д. Каменка 8 человек, под д. Полунино 24 человека. Всего он вынес 82 человека раненых и с оружием. При выносе раненых т. Ильин проявлял смелость и мужество, оказывая раненым первую помощь под обстрелом противника, в любых боевых условиях. В Отечественной войне против немецко-фашистских оккупантов т. Ильин показал себя преданным и мужественным воином Красной Армии.
После войны, в 1946 году, Адольф Ильин окончил театральную студию при Свердловском государственном театре драмы и стал актёром этого театра.
В 1955 году начал сниматься в кино.
С 1963 года работал режиссёром на «Свердловской киностудии».
В 1966 году переехал в Минск, где служил актёром в труппе Государственного русского драматического театра имени Максима Горького БССР.
В 1968 году перебрался в Новосибирск, в театр «Красный факел».
С 1970 по 1975 годы служил в Воронежском государственном драматическом театре имени А. В. Кольцова.
Два сезона, с 1975 по 1977 годы, был актёром МАДТ имени Владимира Маяковского, затем один сезон — в театре киноактёра при киностудии «Молдова-фильм» в Кишинёве. В 1978 году вернулся в труппу Театра имени Владимира Маяковского, где служил до своей кончины и за пятнадцать лет создал более пятидесяти ролей. Наиболее запоминающимися из них были: Брюхатый («Энергичные люди»), Одиноков («Аморальная история»), Бобринец («Закат»), Фрязин («Молва»), Сенатор-конь («Театр времён Нерона и Сенеки»).
Умер 19 июля 1990 года в Москве, на 68-м году жизни. Причина смерти — рак пищевода.

## Семья
- Первая жена — Зинаида Борисовна Ильина, врач-педиатр, Заслуженный врач России[4].

Сыновья:
- Владимир Ильин (род. 16 ноября 1947, Свердловск), актёр, Народный артист Российской Федерации (1999).
- Александр Ильин (род. 8 мая 1952, Свердловск), актёр, Заслуженный артист Российской Федерации (1994).

Внуки:
- Илья Ильин (род. 1971), актёр.
- Алексей Ильин (род. 1980), актёр.
- Александр Ильин (род. 22 ноября 1983, Москва), актёр.

- Вторая жена — Нелли Ильина-Гуцол (1939—2016), актриса, Заслуженный деятель искусств Республики Удмуртия, профессор[5].

## Творчество

### Фильмография
- 1955 — Мать — околоточный
- 1956 — Она Вас любит — пассажир автобуса с «Огоньком»
- 1956 — В погоне за славой — сотрудник конструкторского бюро Зебрин
- 1957 — Правда — гайдамак
- 1958 — Очередной рейс — Митрофан Ильич
- 1959 — Золотой дом — Нойон Ело
- 1959 — Катя-Катюша — член президиума на собрании
- 1961 — Длинный день — Матвеич, крановщик-изобретатель
- 1962 — Королева бензоколонки — усатый механик
- 1964 — Зелёный дом — Редькин, начальник лесопункта
- 1966 — Я солдат, мама — Анейчик
- 1967 — Женя, Женечка и «катюша» — командир дивизиона
- 1967 — Рядом с вами — пассажир
- 1969 — Мы с Вулканом — новый хозяин собаки
- 1970 — Мишка принимает бой — толстомордый полицай
- 1970 — Начало — статист
- 1971 — Пропажа свидетеля
- 1972 — Вид на жительство — Карпов, редактор газеты, в которую пошёл служить Савельев
- 1973 — Самый сильный — Мусабай
- 1976 — Встретимся у фонтана — Метельников, шабашник
- 1976 — Строговы — Евдоким Юткин
- 1977 — Золотая мина — Гришанин
- 1978 — Жизнь Бетховена — свидетель на конгрессе
- 1979 — Шерлок Холмс и доктор Ватсон — Энок Дреббер
- 1984 — Один и без оружия — Лёха
- 1984 — Закон зимовки — старый плотник
- 1985 — Такой странный вечер в узком семейном кругу — лесничий
- 1986 — Переход на летнее время — Сергей Николаевич
- 1986 — Жизнь Клима Самгина — Безбедов
- 1986 — Размах крыльев — пассажир 1-го салона
- 1987 — Петроградские гавроши — Тулла
- 1988 — Объективные обстоятельства — Иванов
- 1989 — Филипп Траум — монах

## Признание заслуг

### Государственные награды СССР за военные заслуги
- 1942 — медаль «За отвагу» (приказ подразделения ВС 30-й армии Западного фронта РККА от 5 октября 1942 года № 69/Н)[3].
- 1985 — орден Отечественной войны I степени (приказ министра обороны СССР от 6 апреля 1985 года № 71).

### Государственные награды и звания РСФСР
- 1956 — почётное звание «Заслуженный артист РСФСР» (13 сентября 1956 года)[1][2].